# DN7C
De Transfăgărășan of DN7C (Nationale weg 7c) is een weg in Roemenië. De weg loopt dwars door het Făgărașgebergte (vandaar de samenvoeging van trans en Făgăraș), het hoogste gebergte van Roemenië, dat deel uitmaakt van de Zevenburgse Alpen. Hij verbindt daarmee de landsdelen Transsylvanië en Walachije.

## Routebeschrijving
De DN7C begint in het zuiden van Pitești en loopt in noordwestelijke richting naar Curtea de Argeș. Na Curtea de Argeș wordt de omgeving steeds bergachtiger. Bij het plaatsje Arefu begint de eigenlijke Transfăgărășan, waarna de weg langs en over een groot stuwmeer gaat, het Vidrarumeer. Hier bevindt zich de Vidrarudam.
De weg is meestal gesloten van oktober tot begin juni wegens sneeuw. 
De Transfăgărășan komt op een hoogte van boven de 2000 meter en heeft scherpe haarspeldbochten. De maximumsnelheid is 40 km/u. Verder is deze weg een van de hoogst gelegen wegen in Roemenië. De hoogste weg is de DN67C of Transalpina, die een hoogte bereikt van 2145 meter.
De weg heeft meer tunnels en viaducten dan elke andere weg in Roemenië. Op het hoogste punt van de Transfăgărășan bij Bâlea Lac (Bâlea-meer) bevindt zich de langste (887 m), en hoogst gelegen tunnel van Roemenië. Hier bereikt de weg een hoogte van 2042 meter. Deze tunnel is de overgang van Walachije naar Transsylvanië. De weg eindigt bij Cârța in het dal van de Olt.

## Geschiedenis
De weg werd gebouwd tussen 1970 en 1974 door het leger in opdracht van Nicolae Ceaușescu. Ceaușescu wilde een snelle militaire interventie door de bergen mogelijk maken in het geval dat de Sovjets het land zouden binnenvallen. Er werd ongeveer 6 000 ton dynamiet gebruikt om de noordelijke zijde van de weg aan te leggen, en veertig soldaten lieten het leven bij ongevallen tijdens de bouw van de weg. Hierdoor kreeg de weg de bijnaam: "Ceaușescu's waan".

## Plaatsen aan de weg
Plaatsen aan de weg zijn:
Noordkant: Cârța - Cârtișoara
Zuidkant: Căpătânenii Ungureni - Arefu - Corbeni - Rotunda - Oeștii Pământeni - Albeștii Pământeni - Curtea de Argeș - Zigoneni - Băiculești - Mănicești - Merișani - Dobrogostea - Bascov

## Foto's

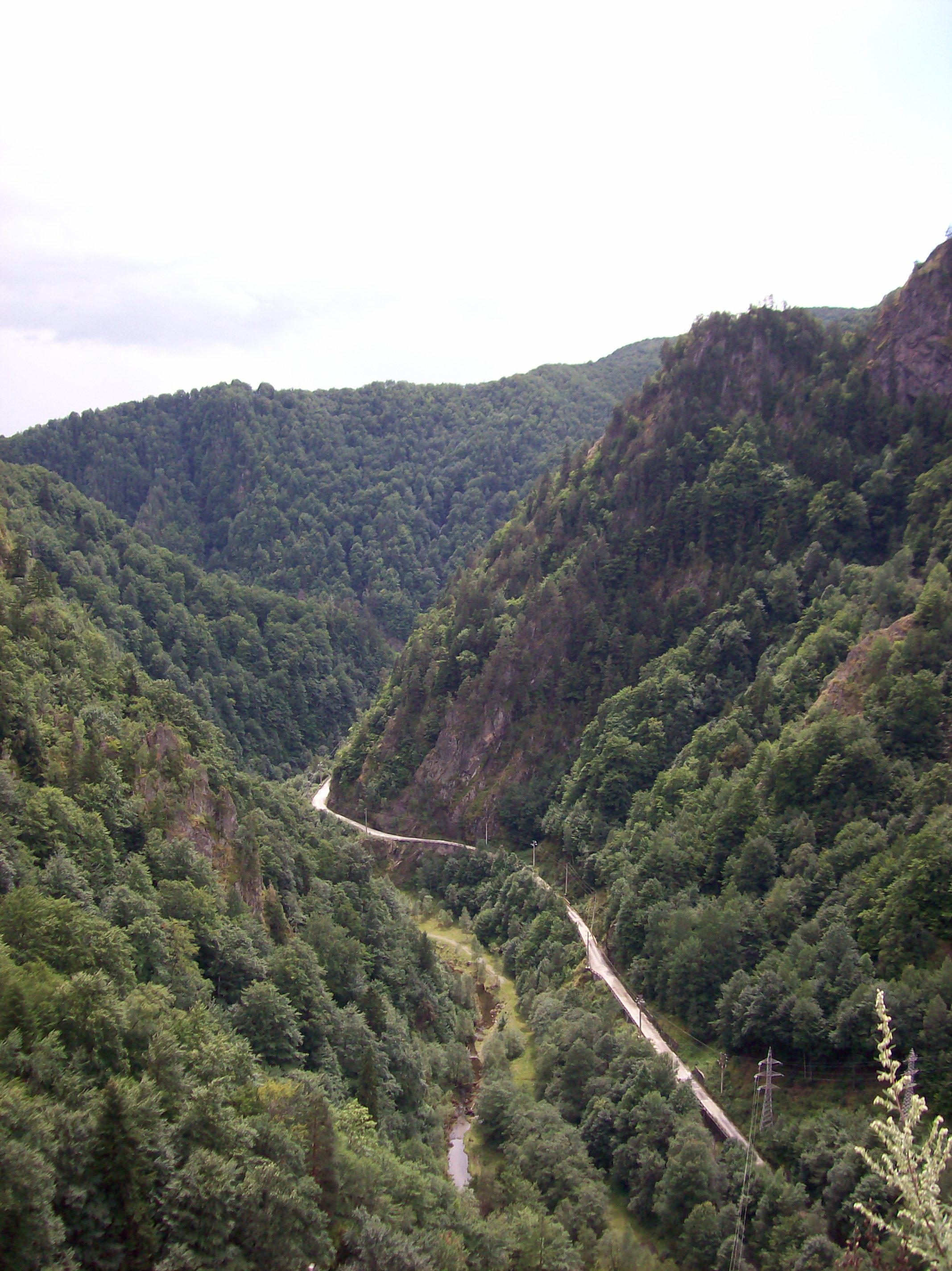
De Transfăgărășan
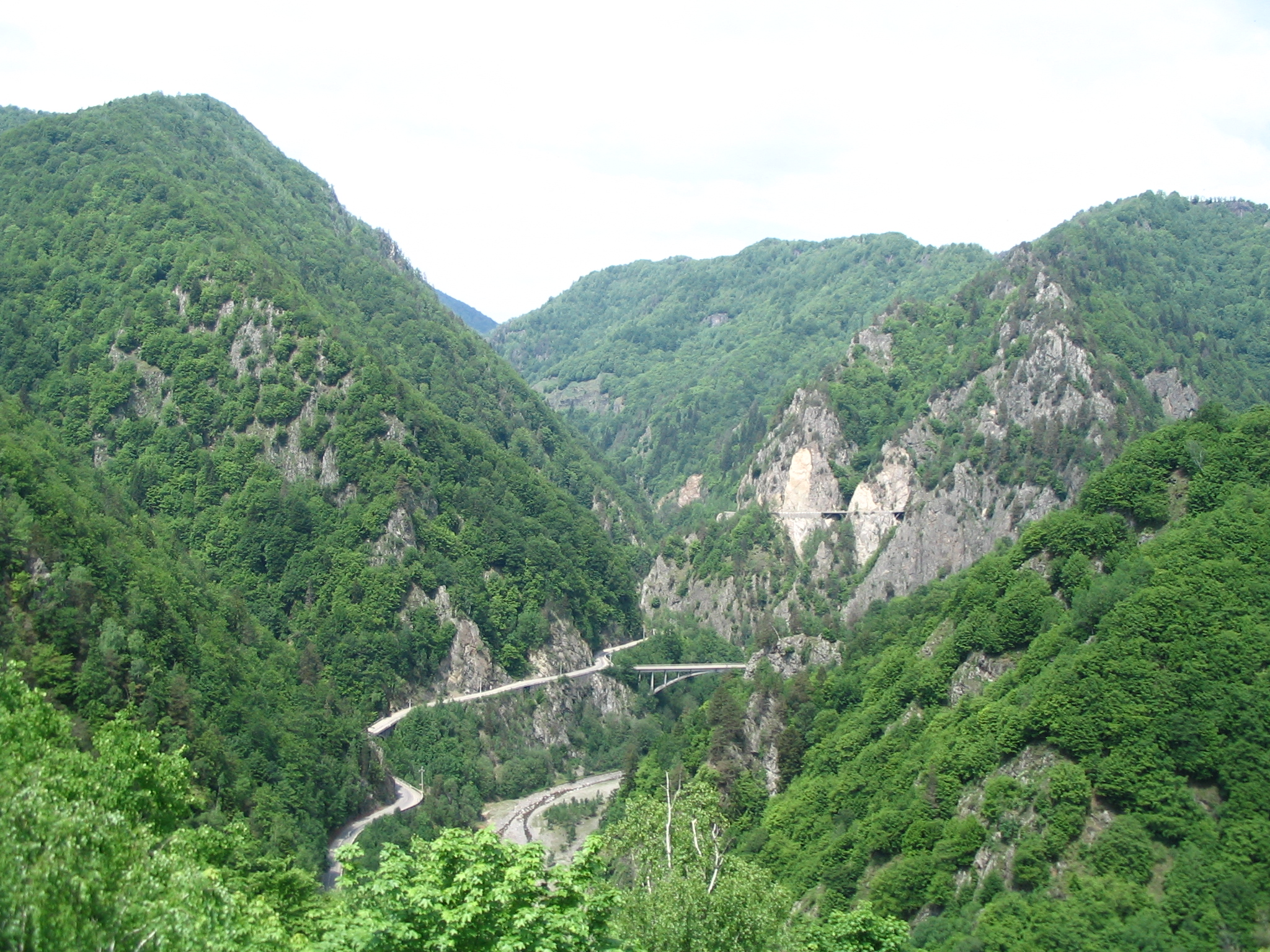
De Transfăgărășan
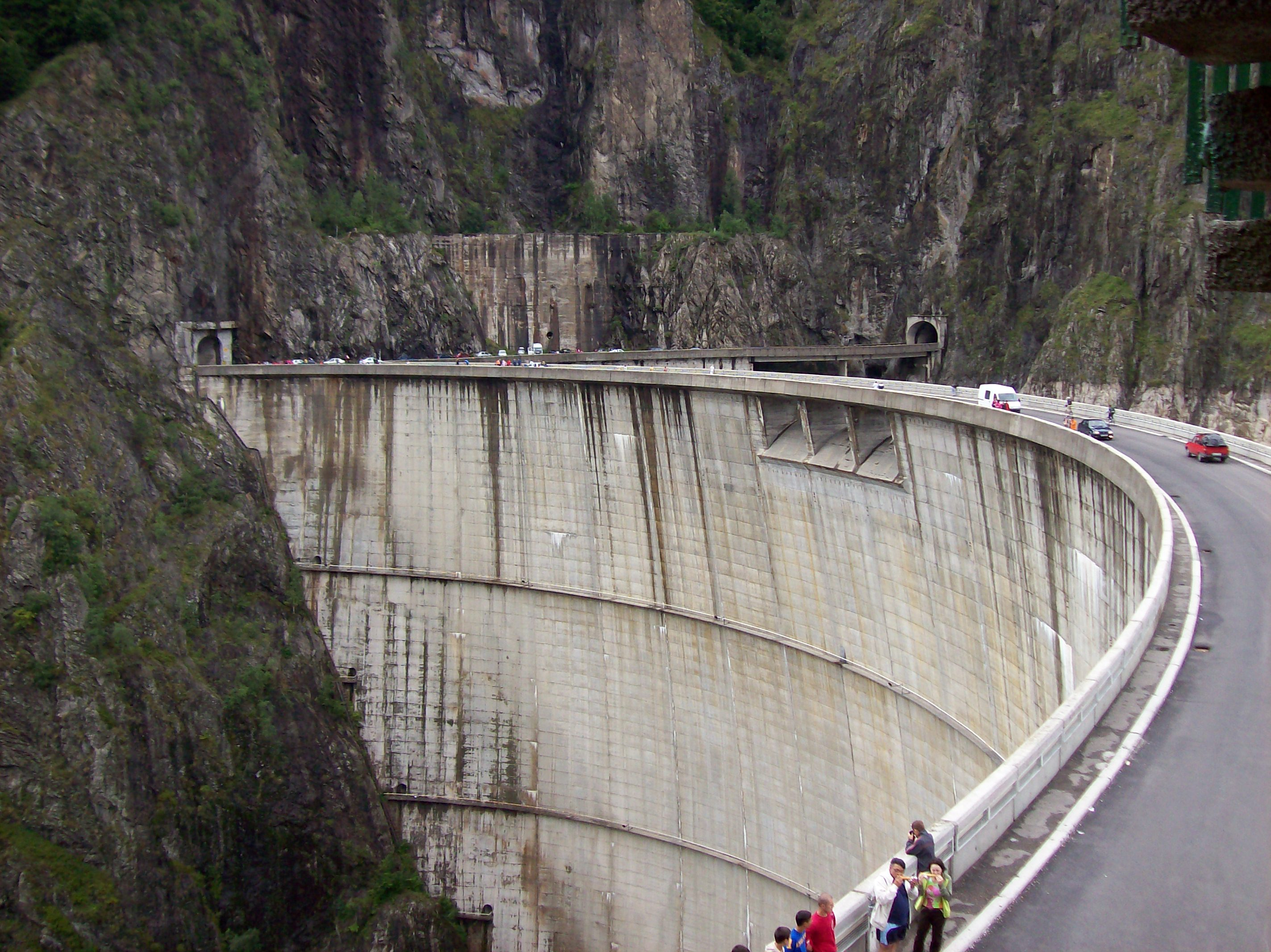
De weg bij Lacul Vidraru
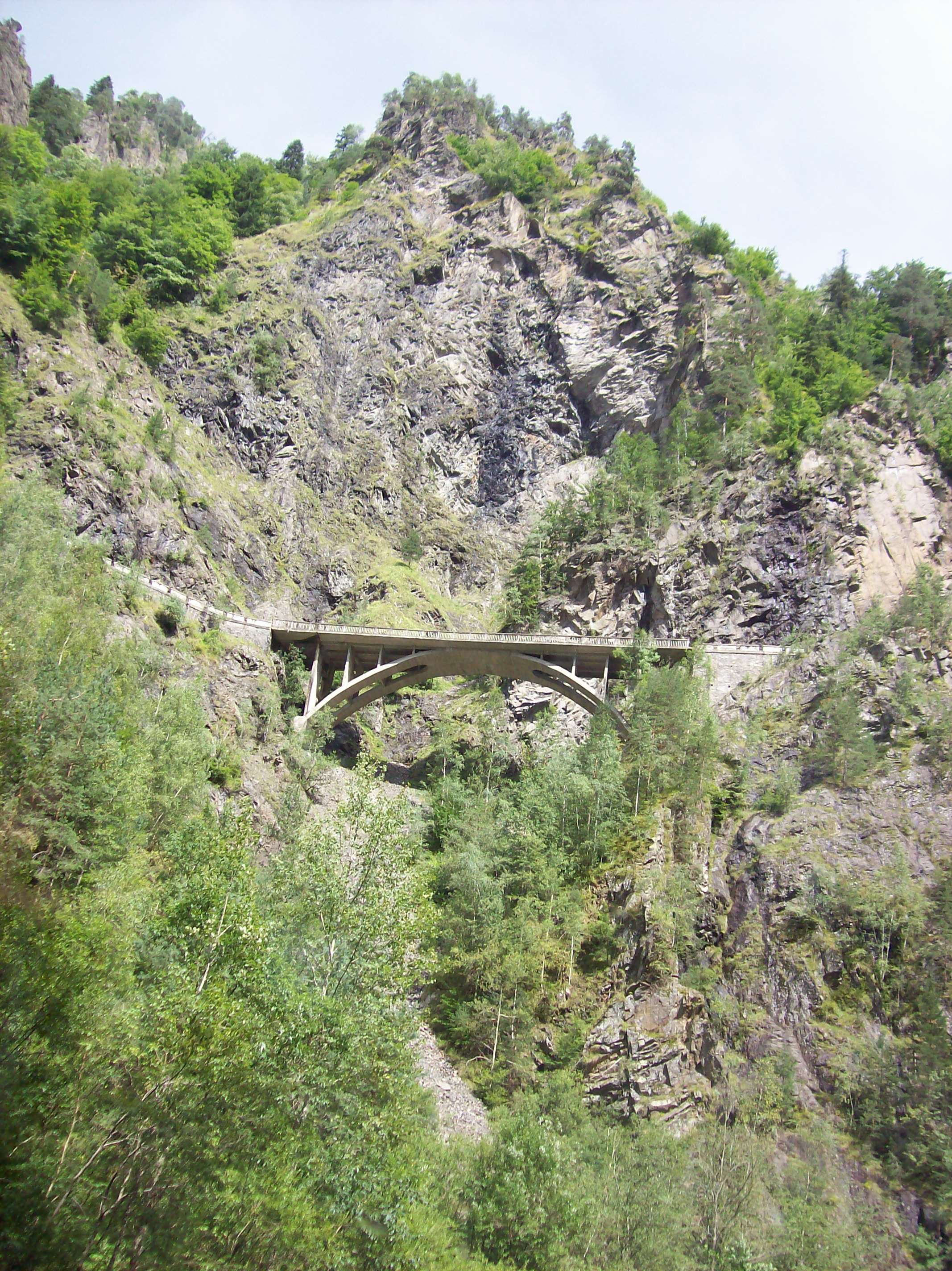
De Transfăgărășan